# ¿Qué tiene?
«¿Qué Tiene?» es una canción escrita e interpretada por la cantante mexicana Ximena Sariñana, lanzada de su cuarto álbum de estudio ¿Dónde bailarán las niñas? (2019). Es el primer sencillo oficial del álbum el cual su lanzamiento fue en agosto del 2018.

## Lanzamiento y otros datos
El video musical de la canción salió en YouTube un día antes del estreno de la canción, obteniendo alrededor de 11 millones de reproducciones. La letra de la canción habla sobre sin importar lo que diga la gente cuando haces lo que tú quieras.
Además la canción fue utilizada para un comercial de marca de agua potable en México, donde la cantante apareció en dicho comercial cantando su canción esto en 2019.
En esta canción el artista colombiano Feid se involucra como compositor y productor.

## Lista de canciones
- Descarga digital[6]

1. "¿Qué Tiene?" – 3:31

## Listas musicales
| Listas (2018)                   | Posición |
| ------------------------------- | -------- |
| México (Mexico Espanol Airplay) | 3        |
| México (Mexico Airplay)         | 10       |
| México (Spotify Charts)         | 5        |
| Nicaragua (Monitor Latino)      | 76       |
| Perú (Monitor Latino)           | 12       |
| Venezuela (Monitor Latino)      | 65       |

## Historial de lanzamiento
| Región | Fecha                | Formato                     | Discográfica           | Ref.   |
| ------ | -------------------- | --------------------------- | ---------------------- | ------ |
| México | 10 de agosto de 2018 | Descarga digital, Streaming | Universal Music Latino | [ 11 ] |